# Andrew Tombes
Andrew Tombes est un acteur américain, né le 29 juin 1885 à Ashtabula, Ohio, et mort le 17 mars 1976 à New York.

## Filmographie partielle
- 1933 : Nuits de Broadway (Broadway Through a Keyhole) de Lowell Sherman (non crédité)
- 1934 : L'Étoile du Moulin-Rouge de Sidney Lanfield : McBride
- 1935 : Votez pour moi (Thanks a Million) de Roy Del Ruth : M. Grass
- 1935 : Doubting Thomas de David Butler
- 1937 : La Vie facile (Easy Living) de Mitchell Leisen : E.J. Hulgar
- 1937 : Charlie Chan aux Jeux olympiques (Charlie Chan at the Olympics) de H. Bruce Humberstone : Chef de la police
- 1937 : Quarante-cinq Papas (45 Fathers) de James Tinling
- 1937 : Petit Démon (The Holy Terror) de James Tinling
- 1937 : Par trois longueurs (Checkers) de H. Bruce Humberstone
- 1938 : Always in Trouble de Joseph Santley
- 1938 : Les Deux Bagarreurs (Battle of Broadway) de George Marshall
- 1939 : What a Life de Theodore Reed : Professeur Abernathy
- 1940 : Wolf of New York de William C. McGann
- 1941 : J'épouse ma femme (Bedtime Story), d'Alexander Hall : Billy Wheeler / Pierce
- 1941 : Texas de George Marshall : Tennessee
- 1941 : The Wild Man of Borneo de Robert B. Sinclair
- 1941 : Le Dernier des Duane (Last of the Duanes) de James Tinling
- 1942 : Embrassons la mariée (They All Kissed the Bride) d'Alexander Hall :  Crane
- 1942 : Larceny, Inc. de Lloyd Bacon : Oscar Engelhart
- 1942 : Le Fruit vert (Between Us Girls) de Henry Koster
- 1943 : La Sœur de son valet (His Butler's Sister) de Frank Borzage : Brophy
- 1943 : A Stranger in Town de Roy Rowland : Roscoe Swade
- 1943 : Mademoiselle ma femme (I Dood It) de Vincente Minnelli : Alfred Spelvin
- 1943 : Deux Nigauds dans le foin (It Ain't Hay) d'Erle C. Kenton : Charlie
- 1943 : Reveille with Beverly de Charles Barton : Mr Smith
- 1943 : Hi Diddle Diddle, d'Andrew L. Stone : Mike, le portier
- 1944 : Meurtre dans la chambre bleue (Murder in the Blue Room) de Leslie Goodwins : docteur Carroll
- 1944 : Caravane d'amour (Can't Help Singing) de Frank Ryan : Sad Sam
- 1945 : La Taverne du cheval rouge (Frontier Gal) de Charles Lamont : Juge Prescott
- 1945 : L'Or et les Femmes (Bring on the Girls) de Sidney Lanfield : Dr Spender
- 1945 : Night Club Girl d'Edward F. Cline : Simmons
- 1945 : Le Prix du bonheur  (You Came Along) de John Farrow
- 1946 : La Ville des sans-loi (Badman's Territory) de Tim Whelan : Doc Grant
- 1947 : Rendez-vous de Noël (Christmas Eve) d'Edwin L. Marin
- 1947 : Les Magiciens du swing (The Fabulous Dorseys) d'Alfred E. Green : De Witt
- 1948 : Deux Gars du Texas (Two Guys from Texas) de David Butler
- 1949 : Toute la rue chante (Oh, You Beautiful Doll) de John M. Stahl : Ted Held
- 1951 : La Belle du Montana (Belle Le Grand) d'Allan Dwan
- 1955 : Deux Filles en escapade (How to Be Very, Very Popular) de Nunnally Johnson